# Reducz
Reducz [pronunciación en polaco: /ˈrɛdut͡ʂ/] es un pueblo ubicado en el distrito administrativo de Gmina Łęki Szlacheckie, dentro del condado de Piotrków, Voivodato de Łódź, en el centro de Polonia. Se encuentra a unos 4 kilómetros al norte de Łęki Szlacheckie, a 23 kilómetros al sureste de Piotrków Trybunalski, y a 68 kilómetros al sur de la capital regional Łódź.